# Araneus argentarius
Araneus argentarius är en spindelart som beskrevs av William Joseph Rainbow 1916. Araneus argentarius ingår i släktet Araneus och familjen hjulspindlar.
Artens utbredningsområde är Queensland. Inga underarter finns listade i Catalogue of Life.